# Adolf II. (Schauenburg und Holstein)
Adolf II. von Schauenburg und Holstein (* 1128; † 6. Juli 1164 in der Nähe von Demmin) war Herr von Schauenburg und Herr der nordelbischen Gaue Holstein und Stormarn. Er gründete 1143 Lübeck.

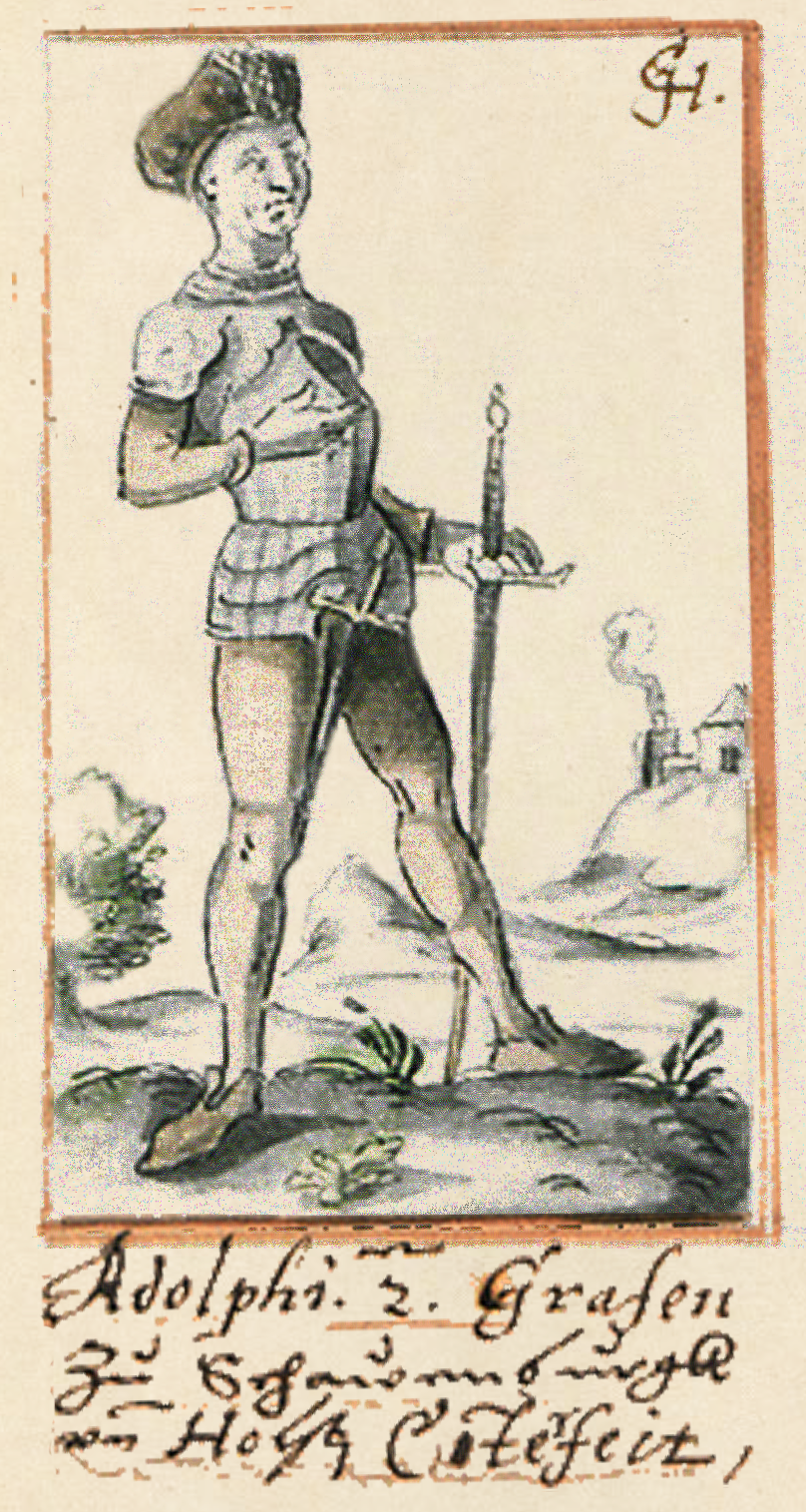
Adolf II. von Schauenburg, Holstein und Storman (1128–1164) Miniatur aus der Rehbein-Chronik (16. Jahrhundert) Stadtbibliothek Lübeck.

Adolf II. war Sohn von Adolf I. von Schauenburg und folgte seinem Vater 1130 als Herr von Schauenburg, von Holstein und Stormarn, unter der Regentschaft seiner Mutter Hildewa.
Nach dem Tod von Kaiser Lothar III. im Jahre 1137 verlieh der neue König Konrad III. das Herzogtum Sachsen 1138 an den Askanier Albrecht den Bären. Damit verlor Adolf II. als Lehnsmann des von Kaiser Konrad geächteten Welfen-Herzogs Heinrich des Stolzen die Gaue Holstein und Stormarn, die Albrecht der Bär an Heinrich von Badewide gab. Adolf erhielt sie aber 1142 zurück, nachdem König Konrad das Herzogtum Sachsen an Heinrich den Löwen, den Sohn Heinrichs des Stolzen, gegeben hatte und letzterer ihn wieder mit Holstein und Stormarn sowie Wagrien belehnte. Heinrich von Badewide erhielt als Ersatz die neugeschaffene Grafschaft Ratzeburg im Gau Polabien; seine Nachkommen starben bereits 1199 aus.
Danach war Adolf II. bemüht, in seinem Herrschaftsbereich die christliche Missionierung zu fördern, worin er durch den Missionar Vizelin unterstützt wurde. Im Zentrum Holsteins richtete Graf Adolf II. die zerstörte Siegesburg wieder auf, seit dem ihm von seinem Lehnsherrn, Heinrich dem Löwen diese größte und wichtigste Festung Nordelbiens als Residenz übertragen wurde. Von dieser Burg aus baute er seine Landesherrschaft über Holstein, Stormarn und Wagrien weiter aus. Zudem siedelte Adolf Kolonisten aus seinem Herrschaftsbereich sowie aus Westfalen und den Niederlanden in Teilen Wagriens an, von Helmold von Bosau in Buch I. Kapitel 57 sehr anschaulich beschrieben.
1143/1144 gründete er Lübeck, wo er eine erste Wallburg als Holz-Erde-Konstruktion anlegen ließ, die 1143 von dem Chronisten Helmold von Bosau als ehemalige Befestigung Krutos erwähnt wurde. Diese musste er 1158 an Heinrich den Löwen abtreten, als er durch seine Einmischung in die dänischen Thronstreitigkeiten dessen Unzufriedenheit erregt hatte.
Im Jahre 1159 begleitete er Kaiser Friedrich Barbarossa nach Italien.
Die exponierte Lage seiner Lehensländereien, insbesondere in Wagrien, die noch mehrheitlich von slawischen Heiden bewohnt waren, ließ ihn um das Jahr 1143 ein langjähriges Bündnis mit dem abodritschen Fürsten Niklot eingehen. Zwischen beiden Fürsten entstand ein vertrauensvolles Verhältnis. Im großen Wendenkreuzzug von 1147, der sich im Norden maßgeblich gegen die Abodriten richtete, und damit gegen Niklot, kämpfte Adolf an der Seite seines Lehnsherren Herzog Heinrichs von Sachsen. Auch im Jahr 1164 beteiligte er sich erneut am Feldzug Heinrichs des Löwen gegen die Abodriten. Am 6. Juli 1164 fiel er in der Schlacht bei Verchen, in der Nähe von Demmin in Vorpommern. Sein Leichnam wurde einbalsamiert und im Dom zu Minden beigesetzt.

## Ehe und Nachkommen
Adolf II. war verheiratet mit Mechthild von Schwarzburg-Käfernburg, einer Tochter des Grafen Sizzo III. von Schwarzburg-Käfernburg. Sie hatten nur einen Sohn, Adolf III., der seinem Vater als Herr von Holstein und Wagrien folgte.